# 小松崎善久
小松崎 善久（こまつざき よしひさ、1961年6月23日 - ）は、茨城県新治郡千代田町出身の元プロ野球選手（外野手）。

## 来歴
1961年6月23日に茨城県新治郡千代田町（現：かすみがうら市）に生まれる。土浦三高では捕手としてプレーし、1978年の秋季関東大会では1回戦で小川博を擁する前橋工にコールド負けを喫する。
1979年の春季関東大会では2回戦（初戦）で藤沢商に、同年夏の県大会でもそれぞれ敗れ、甲子園出場は果たせなかった。
1979年のプロ野球ドラフト会議で、中日ドラゴンズから2巡目で指名され、入団する。
1982年から外野手へ転向したが一塁手としても起用された。
1985年に一軍初出場を果たした。
1987年には一軍に定着して26試合に先発出場し、1番打者としても4試合で起用された。
1989年オフに田中幸雄・早川和夫との交換トレードで藤王康晴と共に日本ハムファイターズに移籍した。日本ハムファイターズでは32試合の出場に留まり、同年オフに斉藤浩行との交換トレードで中日ドラゴンズへ復帰する。
1991年シーズン終了後に戦力外通告を受けてそのまま現役を引退した。引退後は愛知県大府市の運送会社に勤務した。

## 人物・エピソード
- ニックネームは「ザイ」である。これはタレントの財津一郎に顔が似ていることから付けられた。
- 応援歌は「GOGOGO小松崎GOGOGO小松崎弾丸ライナースタンド目掛けて飛び出せスペシャル打」
- 球界屈指の熱血漢として知られ、中日ドラゴンズ時代は同僚の仁村薫・岩本好広と共に「乱闘要員」として名を馳せた。実際に試合中に乱闘が発生すると、岩本と共に真っ先にベンチを飛び出して行くシーンが「プロ野球珍プレー・好プレー大賞」で度々放映されていた。代走や守備固めといった役割があるように、小松崎は「乱闘は自分の役割。星野監督もそれを理解していて、自分をベンチに置いておいた部分はある」と語っている。乱闘以外でも感情を露わにする部分が多く、「バットを叩きつける」「ヘルメットを投げる」ことは多々あったが、1989年の対読売ジャイアンツ戦で内野ゴロを放って一塁に駆け抜けた際に微妙な判定をアウトとされ、ヘルメットを叩きつけたがそれが跳ね返って顔に直撃し、そのまま病院へ向かったこともあったという。
- 現役最晩年の1991年のある日、対ヤクルトスワローズ戦でティム・バートサスから死球を受けた。小松崎は大激怒し、岩本と共にバートサスへ殴り掛かって乱闘へ発展したが結局、小松崎は岩本、バートサスと共に退場処分となった。乱闘によって外国人投手に立ち向かった数少ない日本人打者の一人である。乱闘の際には小松崎が加害者となる場合が多いが、その報復で死球を受けることも多く、打数に対しての死球の割合は高い[要出典]。
- その1991年の成績は前年（日本ハムファイターズ在籍時）より向上していたものの、当時は外野手だった大豊泰昭の台頭、シーズン途中に加入した南牟礼豊蔵の活躍に押される形で自由契約を言い渡された。小松崎と同じ「乱闘要員」で、前年限りで引退していた岩本は二軍コーチに配置転換（その後、一軍コーチに復帰）されるなど、物静かなイメージの強い高木守道への監督交代に伴う「星野カラー」一掃を感じさせる去り際となった。

## 詳細情報

### 年度別打撃成績
| 年 度     | 球 団     | 試 合 | 打 席 | 打 数 | 得 点 | 安 打 | 二 塁 打 | 三 塁 打 | 本 塁 打 | 塁 打 | 打 点 | 盗 塁 | 盗 塁 死 | 犠 打 | 犠 飛 | 四 球 | 敬 遠 | 死 球 | 三 振 | 併 殺 打 | 打 率 | 出 塁 率 | 長 打 率 | O P S |
| --------- | --------- | ----- | ----- | ----- | ----- | ----- | -------- | -------- | -------- | ----- | ----- | ----- | -------- | ----- | ----- | ----- | ----- | ----- | ----- | -------- | ----- | -------- | -------- | ----- |
| 1985      | 中日      | 7     | 3     | 3     | 0     | 0     | 0        | 0        | 0        | 0     | 0     | 0     | 1        | 0     | 0     | 0     | 0     | 0     | 3     | 0        | .000  | .000     | .000     | .000  |
| 1986      | 中日      | 5     | 5     | 4     | 0     | 0     | 0        | 0        | 0        | 0     | 0     | 1     | 0        | 0     | 0     | 1     | 0     | 0     | 3     | 0        | .000  | .200     | .000     | .200  |
| 1987      | 中日      | 71    | 143   | 135   | 18    | 28    | 6        | 1        | 3        | 45    | 11    | 4     | 0        | 1     | 0     | 4     | 0     | 3     | 19    | 5        | .207  | .246     | .333     | .580  |
| 1988      | 中日      | 54    | 87    | 83    | 9     | 24    | 3        | 0        | 4        | 39    | 6     | 2     | 1        | 1     | 0     | 3     | 0     | 0     | 32    | 3        | .289  | .314     | .470     | .784  |
| 1989      | 中日      | 55    | 79    | 67    | 4     | 14    | 4        | 0        | 2        | 24    | 10    | 1     | 0        | 2     | 1     | 8     | 0     | 1     | 34    | 2        | .209  | .299     | .358     | .657  |
| 1990      | 日本ハム  | 32    | 53    | 49    | 3     | 9     | 0        | 0        | 0        | 9     | 2     | 0     | 0        | 1     | 0     | 1     | 0     | 2     | 19    | 1        | .184  | .231     | .184     | .414  |
| 1991      | 中日      | 43    | 51    | 46    | 5     | 10    | 2        | 0        | 2        | 18    | 8     | 0     | 0        | 1     | 0     | 4     | 0     | 0     | 17    | 3        | .217  | .280     | .391     | .671  |
| 通算：7年 | 通算：7年 | 267   | 421   | 387   | 39    | 85    | 15       | 1        | 11       | 135   | 37    | 8     | 2        | 6     | 1     | 21    | 0     | 6     | 127   | 14       | .220  | .270     | .349     | .619  |

### 記録
- 初出場・初打席：1985年6月18日、対広島東洋カープ8回戦（広島市民球場）、9回表に堂上照の代打として出場、凡打
- 初先発出場：1986年5月8日、対ヤクルトスワローズ5回戦（明治神宮野球場）、6番・左翼手として先発出場
- 初安打：1987年4月15日、対広島東洋カープ2回戦（ナゴヤ球場）、5回裏に川本智徳の代打として出場、金石昭人から中前安打
- 初打点：1987年4月19日、対阪神タイガース3回戦（ナゴヤ球場）、8回裏に川又米利の代打として出場、佐藤秀明から左翼線適時二塁打
- 初本塁打：1987年4月30日、対読売ジャイアンツ6回戦（ナゴヤ球場）、6回裏に槙原寛己から右越えソロ

### 背番号
- 54 （1980年 - 1989年）
- 34 （1990年）
- 30 （1991年）